# Scaptomyza stramineifrons
Scaptomyza stramineifrons är en tvåvingeart som beskrevs av Walter Leopold Victor Hackman 1962. Scaptomyza stramineifrons ingår i släktet Scaptomyza och familjen daggflugor. Inga underarter finns listade i Catalogue of Life.